# Махкетинский краеведческий музей
Махкетинский краеведческий музей — краеведческий музей, основанный в 1962 году.
Во время пахоты на приусадебном участки местный школьник нашёл старую кольчугу. С этой кольчуги и началась история музея. Находку отдали в учительскую сельской школы. Затем к ней стали добавляться другие находки и экспонаты, который собирались под руководством школьной учительницы М. В. Маевской.
В 1962 году было решено на базе имеющихся экспонатов создать школьный краеведческий музей во главе с преподавателем истории А. Ш. Шахидовым. В 1986 году музею было присвоено звание народного. В 1989 году музей стал филиалом Чечено-Ингушского государственного краеведческого музея.
Музей проводит лекции и экскурсии по местным достопримечательностям. В ходе экскурсий желающие могут посетить крепость, возведённую по приказу царской администрации в период Кавказской войны; буковый парк; высокогорное озеро Кезенойам, на котором в советское время располагалась тренировочная база сборной СССР по гребле; памятники средневековья — жилые и боевые башни, расположенные в окрестностях села.